# Введенско-Пахомиев монастырь
Введенско-Пахомиев монастырь, Свято-Введенско-Пахомиев женский монастырь — монастырь Тираспольской епархии Православной церкви Молдовы (в составе Московского патриархата), находящийся на территории Покровского парка в городе Тирасполе, столице непризнанной Приднестровской Молдавской Республики.
Настоятельница монастыря — игумения Пахомия (Лещук).

## История монастыря
Строительство женского монастыря в Покровском парке (бывший парк Кирова) началось в 2003 году. 26 мая архиепископом Уральским и Гурьевским Антонием и епископом Тираспольским и Дубоссарским Юстинианом была совершена закладка нижнего храма во имя Сретения Господня. В 2012 году возведена надвратная звонница, а спустя несколько лет закончилось строительство главного храма. В сентябре 2013 года монастырь посетил патриарх Московский и всея Руси Кирилл и освятил кресты и иконы для верхней церкви главного храма монастыря в честь Введения во храм Пресвятой Богородицы. Также в память о своём визите он подарил монастырю икону Воскресения Христова. Первая литургия в храме была совершена 23 июня 2013 года, в день Пятидесятницы. В 2016 году в монастыре служило пять сестёр и одна послушница.
1 декабря 2024 года в монастырь привезли частицы мощей 30 святых (Марии Магдалины, Петра и Февронии Муромских, Паисия Величковского и других святых), которые будут постоянно храниться в нем. Также в храме хранится частичка мощей блаженной Матроны.
- Визит Патриарха Московского и всея Руси Кирилла в 2013 году

## Настоятельницы
В настоящее время настоятельницей монастыря является игумения Пахомия (Лещук).